# Stor-Arvträsket
Stor-Arvträsket är en sjö i Sorsele kommun i Lappland och ingår i Umeälvens huvudavrinningsområde. Sjön har en area på 1,99 kvadratkilometer och ligger 459,1 meter över havet. Sjön avvattnas av vattendraget Arvträskbäcken.

## Delavrinningsområde
Stor-Arvträsket ingår i det delavrinningsområde (726339-154356) som SMHI kallar för Utloppet av Stor-Arvträsket. Medelhöjden är 542 meter över havet och ytan är 24,85 kvadratkilometer. Räknas de 4 avrinningsområdena uppströms in blir den ackumulerade arean 53,47 kvadratkilometer. Arvträskbäcken som avvattnar avrinningsområdet har biflödesordning 3, vilket innebär att vattnet flödar genom totalt 3 vattendrag innan det når havet efter 310 kilometer. Avrinningsområdet består mestadels av skog (85 procent). Avrinningsområdet har 1,99 kvadratkilometer vattenytor vilket ger det en sjöprocent på 8 procent.